# Gardner (Wisconsin)
Gardner es un pueblo ubicado en el condado de Door en el estado estadounidense de Wisconsin. En el Censo de 2010 tenía una población de 1.194 habitantes y una densidad poblacional de 4,03 personas por km².

## Geografía
Gardner se encuentra ubicado en las coordenadas 44°51′6″N 87°34′49″O / 44.85167, -87.58028. Según la Oficina del Censo de los Estados Unidos, Gardner tiene una superficie total de 296.1 km², de la cual 88.71 km² corresponden a tierra firme y (70.04%) 207.39 km² es agua.

## Demografía
Según el censo de 2010, había 1.194 personas residiendo en Gardner. La densidad de población era de 4,03 hab./km². De los 1.194 habitantes, Gardner estaba compuesto por el 97.4% blancos, el 0.67% eran afroamericanos, el 1.01% eran amerindios, el 0.08% eran asiáticos, el 0% eran isleños del Pacífico, el 0.25% eran de otras razas y el 0.59% pertenecían a dos o más razas. Del total de la población el 1.76% eran hispanos o latinos de cualquier raza.